# Andrzej Gąsienica Daniel
Andrzej Gąsienica Daniel (* 13. März 1932 in Zakopane; † 31. August 1991 ebenda) war ein polnischer Skispringer.

## Werdegang
Gąsienica Daniel wurde 1955 beim Einzelwettbewerb in Zakopane punktgleich mit Antoni Wieczorek Polnischer Meister. Drei Jahre später konnte er mit einem dritten Platz in Wisła erneut aufs Podium bei einem Meisterschaftswettbewerb springen.
Gąsienica Daniel startete bei der Vierschanzentournee 1957/58 zu seinem ersten und einzigen internationalen Turnier. Nach einem guten 16. Platz auf der Schattenbergschanze in Oberstdorf konnte er in der Folge diese Leistung nur bedingt beibehalten. In Garmisch-Partenkirchen landete er auf der Großen Olympiaschanze auf dem 24. Platz, bevor er auf der Bergiselschanze in Innsbruck Rang 12 belegte. Die Tournee beendete er mit dem 27. Platz auf der Paul-Außerleitner-Schanze in Bischofshofen und erreichte damit Rang 15 in der Tournee-Gesamtwertung.

## Statistik
Vierschanzentournee-Platzierungen
| Saison  | Platz | Punkte |
| ------- | ----- | ------ |
| 1957/58 | 15.   | 744,8  |

## Persönliches
Andrzej war der ältere Bruder der Langläuferin Helena Gąsienica Daniel, des Skispringers Józef Gąsienica Daniel, der alpinen Skisportlerin Maria Gąsienica Daniel-Szatkowska und des Wintersportlers Franciszek Gąsienica Daniel. Andrzej hatte eine Tochter.
1980 erlitt Gąsienica Daniel eine einseitige Körperlähmung. Nach seinem Tod 1991 wurde er auf dem Neuer Friedhof in Zakopane begraben.